# Ruga
 (juin 2011).
Si vous disposez d'ouvrages ou d'articles de référence ou si vous connaissez des sites web de qualité traitant du thème abordé ici, merci de compléter l'article en donnant les références utiles à sa vérifiabilité et en les liant à la section « Notes et références ».
Pour l’article homonyme, voir Ruga (Népal).
Ruga, Rugila, Ruhas ou Rua, dit Rugila le Grand (mort en 434),, est un roi des Huns, prédécesseur immédiat de ses neveux Bleda et Attila. Il joue un rôle majeur dans les premières victoires hunniques sur l'Empire romain.

## Biographie
Ruga est roi des Huns, d'abord conjointement avec son frère Octar, puis seul à la mort de ce dernier. Il semblerait que les deux frères se répartissent géographiquement leur souveraineté, Octar à l'ouest et Ruga à l'est.
Il est de religion chrétienne, mais sous la forme de l'arianisme[réf. nécessaire], qui a largement touché les Germains, notamment les Goths, à partir des années 340 ; or les Ostrogoths jouent un rôle important au sein de l'empire hunnique à partir de 375.
Ruga et Octar luttent contre l'Empereur romain d'Occident Honorius, mais à sa mort en 423, ils se réconcilient avec l'empire d'Occident où à la fin de 423 s'installe l'usurpateur Jean. Un des officiers ralliés à Jean, Aetius, qui a passé plusieurs années comme otage à la cour hunnique où il s'est lié d'amitié avec Attila, est envoyé auprès des Huns pour obtenir de l'aide. Il ramène plusieurs milliers de soldats, mais, devancé par l'armée de l'Empire d'Orient qui s'empare de Ravenne, préfère se rallier au nouveau pouvoir : le jeune empereur, Valentinien III et sa mère, la régente Galla Placidia. Aetius est ensuite un des hommes les plus importants dans le gouvernement de l'Empire d'Occident, devenant responsable de la défense de la Gaule en 426, avec des troupes dans lesquelles les Huns sont très nombreux.
Ruga devient seul roi à la mort d'Octar, vers 430, durant une campagne contre les Burgondes.
Sous son égide, les Huns envahissent le territoire romain et, après avoir atteint Rome et menacé le Capitole, parviennent à se faire accorder un tribut par l'empereur. Ruga oblige aussi les Romains à rendre tous les soldats hunniques qu'ils avaient acquis au fil des ans[réf. nécessaire]. Son acte de bravoure, cependant, fut d'unir les Huns sous sa seule férule vers 432. Il apparaît comme un précurseur d'Attila.
Il entreprend des campagnes contre les Marcomans, les Ostrogoths et l'Empire romain d'Orient. C'est d'ailleurs lors d'une offensive contre Théodose II en Thrace qu'il est tué par la foudre en 434.
Ses neveux Bleda et Attila, fils de Moundzouk, lui succèdent et exercent conjointement le pouvoir sur les tribus hunniques.
Il est le premier roi des Huns à faire parler de lui dans des textes d'hommes d'Église (il en incendia plus d'une en Italie, en Dacie et en Grèce) et de combattants soumis, comme les Magyars et les Arméniens qui rejoignirent les rangs armés des Huns pour combattre leurs frères[réf. nécessaire].